# Bodianus opercularis
Bodianus opercularis är en fiskart som först beskrevs av Guichenot, 1847.  Bodianus opercularis ingår i släktet Bodianus och familjen läppfiskar. IUCN kategoriserar arten globalt som livskraftig. Inga underarter finns listade.